# The Millenium: an Epic Poem

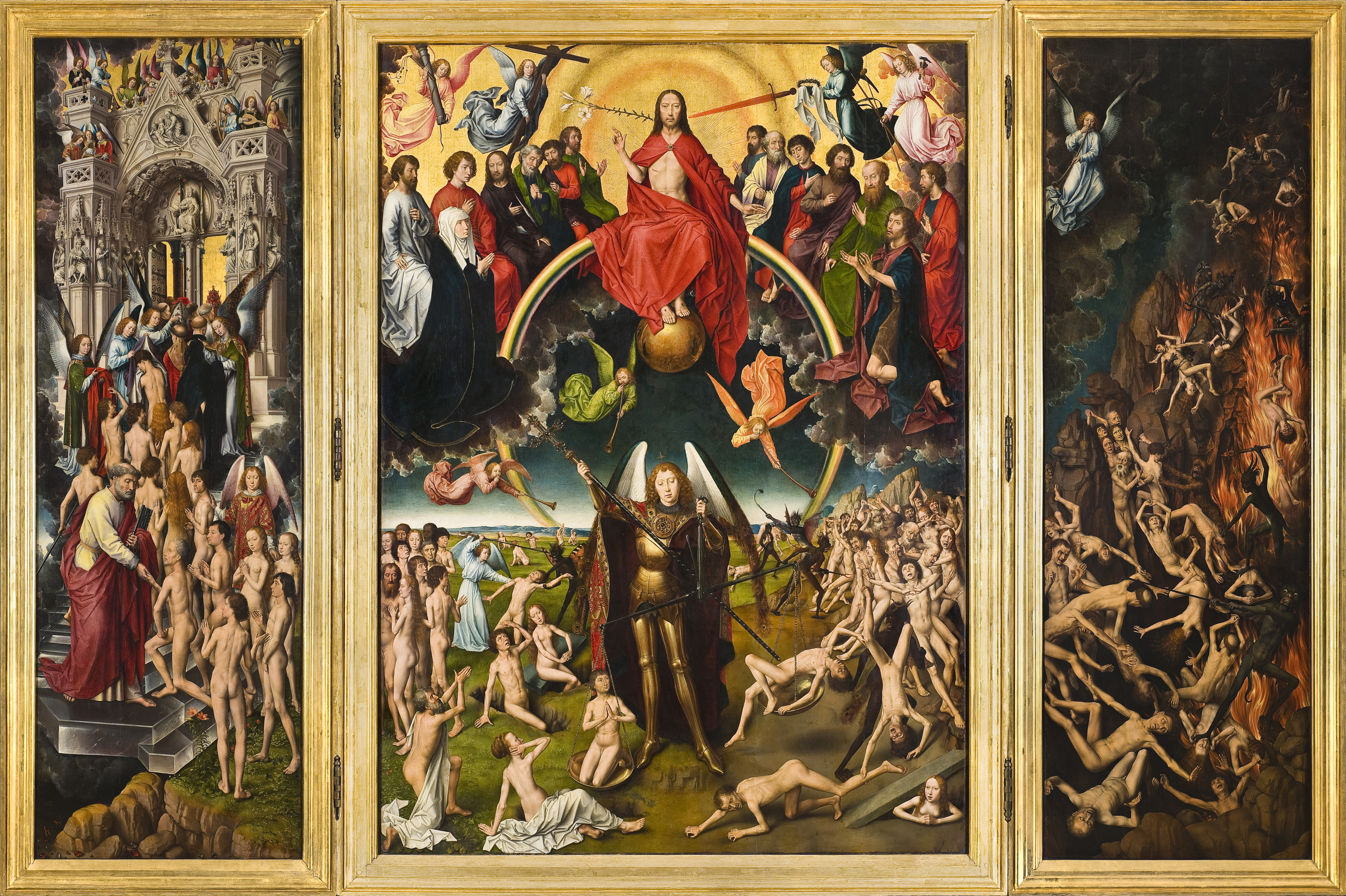
Hans Memling, Sąd ostateczny

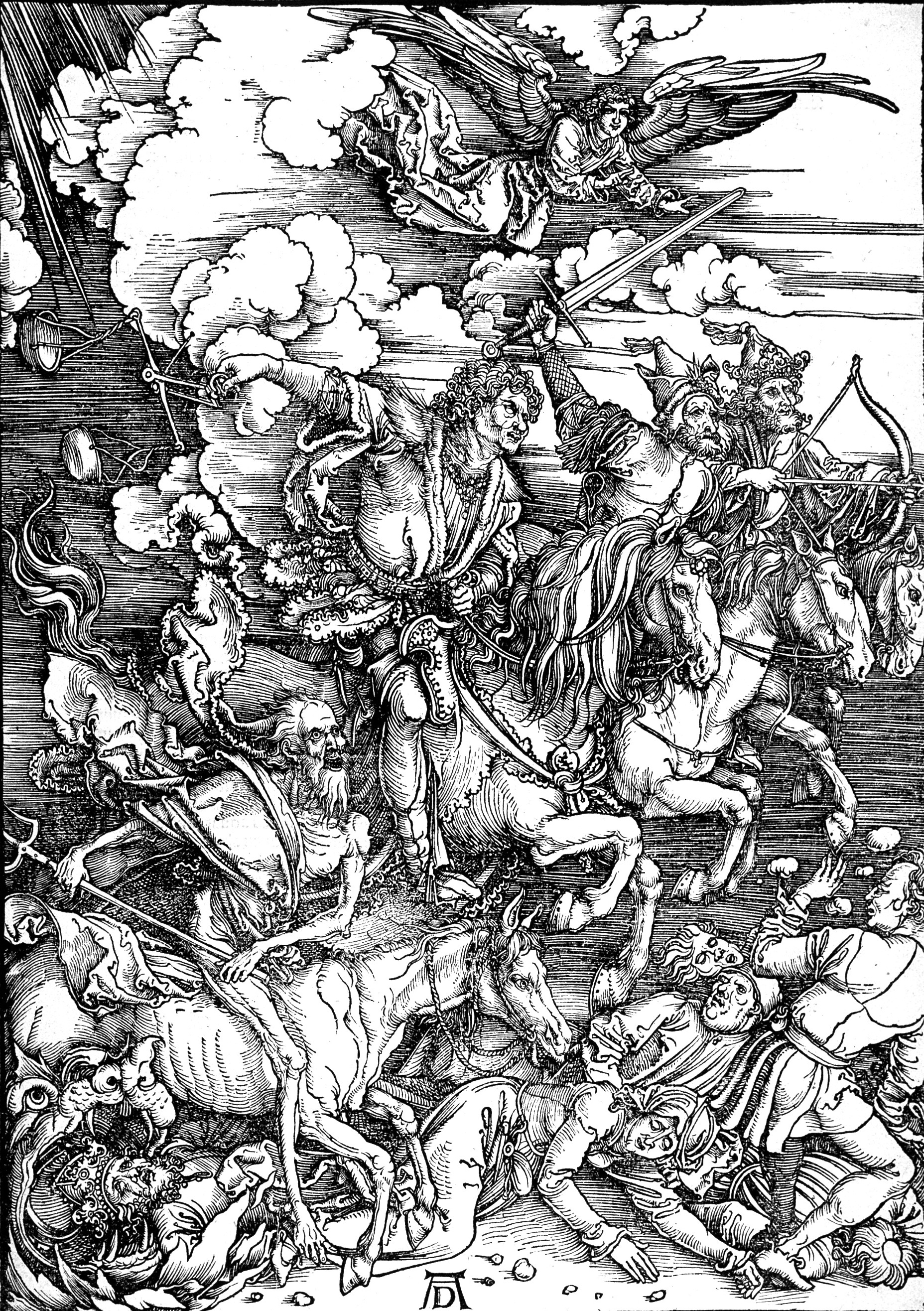
Albrecht Dürer, Czterej jeźdźcy apokalipsy

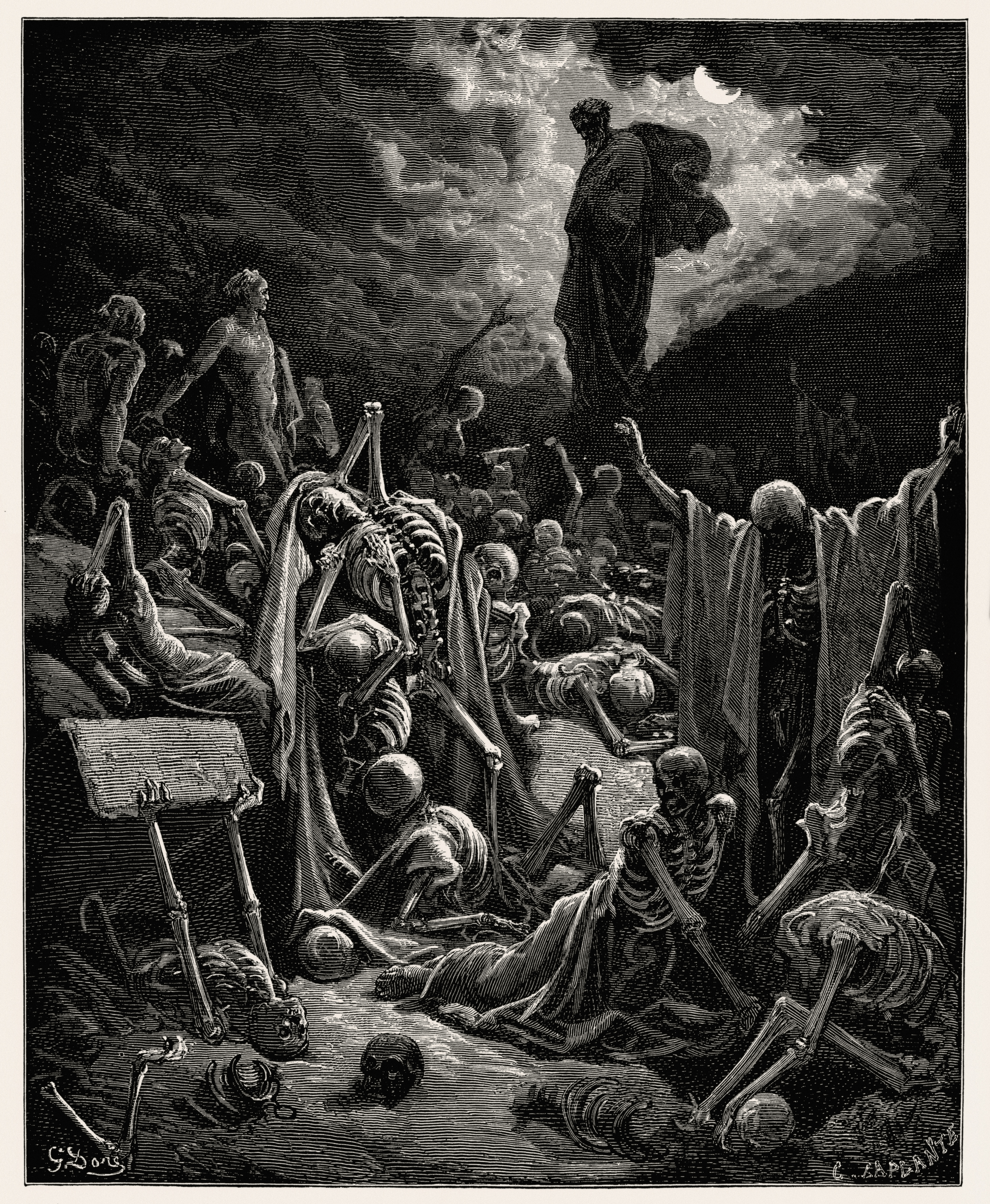
Gustave Doré, Wizja Doliny Kości

The Millenium: an Epic Poem – epos religijny dziewiętnastowiecznego brytyjskiego (australijskiego) poety Edwarda Francisa Hughesa (1814-1879), opublikowany nakładem autora w Melbourne w 1873. Utwór, wykazujący wyraźną zależność od Boskiej komedii Dantego i Raju utraconego Johna Miltona opowiada o końcu świata, paruzji i zwycięstwie Chrystusa nad Antychrystem. Utwór, podobnie jak Raj utracony, jest napisany wierszem białym. Wiersz biały, nazywany w piśmiennictwie anglosaskim blank verse to nierymowany pentametr jambiczny, czyli sylabotoniczny dziesięciozgłoskowiec, w którym akcentowane są sylaby parzyste wersu.

Man and the world to universal peace
And holiness and happiness restored
By Him who made them, and our flesh assumed
To be their Saviour; and his rightful sway,
Supreme, o'er both established, long delayed
By opposition from his subtle foe,
Their tyrant and betrayer, now subdued,
And captive led with all the vicious throng,
His bold confed'rates, and in chains confined,
No more to tempt through Christ's millennial reign,
Heaven bids me sing; nor would I disobey
The high commission, emulous to make
My life's especial enterprise its crown.

W utopijnej wizji autora nie ma miejsca dla nauk ścisłych. Z kryzysu światopoglądowego 2 połowy XIX wieku poeta wychodzi, opierając się wyłącznie na religii. Zachary Kendal doszukuje się w takim stanowisku autora krytyki darwinizmu, który zachwiał wiarą wychowywanych na lekturze Biblii Anglosasów